# رودی بومر
رودی بومر (آلمانی: Rudi Bommer؛ زادهٔ ۱۹ اوت ۱۹۵۷) بازیکن و مربی فوتبال اهل آلمان بود.
از باشگاه‌هایی که در آن بازی کرده‌است می‌توان به باشگاه فوتبال آینتراخت فرانکفورت، باشگاه فوتبال فورتونا دوسلدورف، و باشگاه فوتبال اوردینگن ۰۵ اشاره کرد.
وی همچنین در تیم ملی فوتبال آلمان بازی کرده‌است.
وی در مسابقات کشوری و بین‌المللی در مجموع برندهٔ ۱ مدال برنز شده‌است.